# Pierre du masque
La pierre runique danoise 66 ou DR 66, plus connue sous le nom de pierre du masque, est un bloc de granit gravé datant de l'âge des Vikings, découvert à Aarhus au Danemark, qui présente un masque facial et rend mémoire à un homme mort au combat. Elle est exposée au musée Moesgård, non loin d'Aarhus.

## Transcription des runes
| Transcription des runes                                    | Traduction en vieux norrois                         | Traduction en français                                         |
| ---------------------------------------------------------- | --------------------------------------------------- | -------------------------------------------------------------- |
| kunulfR auk augutr auk aslakR auk rulfR risþu              | GunulfR ok Øgotr/Øþgotr ok AslakR ok RolfR resþu    | Gunnulfr et Eygautr et Áslakr et Hrólfr ont élevé              |
| stin þansi eftiR ful fela(k)a sin iaR uarþ ( ) ...y-- tuþr | sten þænsi æftiR Ful, felaga sin, æR warþ ... døþr, | cette stèle à la mémoire de Fúl, leur compagnon, qui a été tué |
| þo kunukaR barþusk.                                        | þa kunungaR barþusk.                                | lors du combat des rois.                                       |